# Rom-Marathon

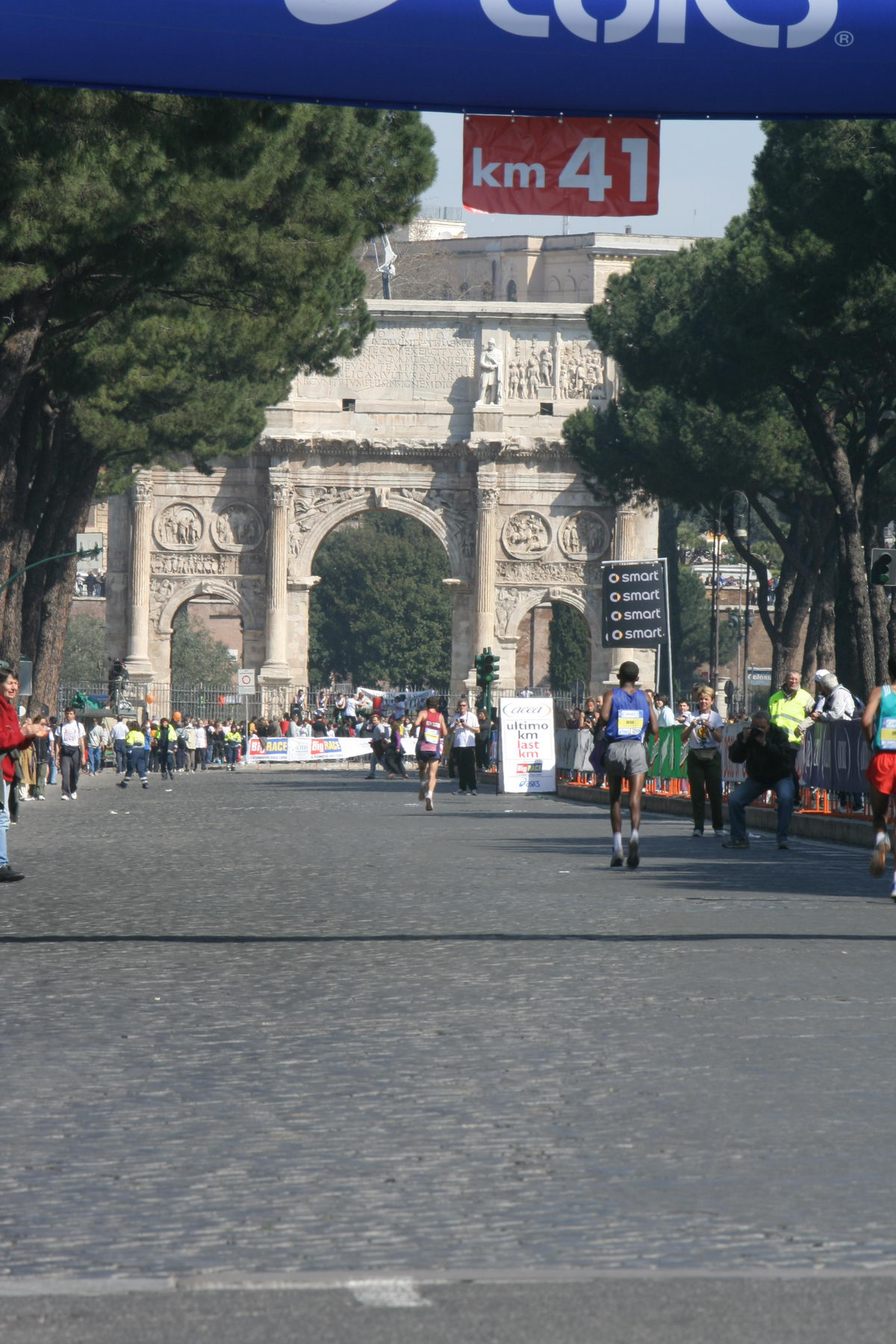
Rom-Marathon 2006

Der Rom-Marathon (italienisch Maratona della Città di Roma) ist ein Marathon, der seit 1995 jeweils an einem Sonntag im März in Rom veranstaltet wird. Er ist der teilnehmerstärkste Marathonwettkampf in Italien und gehört mit über 10.000 Finishern zu den zehn größten Marathonläufen in Europa (z. B. 2009: 11.025 Marathonläufer im Ziel, davon 9293 Männer und 1732 Frauen). Zum Programm gehört auch der Stracittadina Fun Run über 4 km ohne Zeitmessung mit über 40.000 Teilnehmern, der kurz nach dem Marathon gestartet wird.

## Strecke
Start und Ziel der Strecke ist am Forum Romanum nördlich des Palatins. Zunächst geht es auf die Piazza Venezia unterhalb des Monumento Vittorio Emanuele II, dann westlich des Kapitols zum Marcellustheater und zum Circus Maximus. An der Cestius-Pyramide vorbei wird bei km 6 an der Basilika Sankt Paul vor den Mauern der südlichste Punkt der Strecke erreicht. Kurz darauf überquert man den Tiber, dessen Lauf man nun flussaufwärts folgt, zunächst auf dem rechten Ufer, dann auf dem linken bis auf die Höhe der Engelsburg. Hinter dieser biegt man über die Ponte Cavour und die Piazza Cavour nach Westen ab und läuft über die Via della Conciliazione auf den Petersdom zu. An den Kolonnaden, die den Petersplatz begrenzen, schwenkt die Strecke nach Norden, parallel zur Grenze des Territoriums der Vatikanstadt. In einem Bogen kehrt nun die Strecke zum Tiber zurück. Kurz nach der Halbmarathonmarke passiert man das Stadio Olimpico und die Milvische Brücke. Am nördlichsten Punkt der Strecke wechselt man über die Ponte Tor di Quinto auf das linke Tiberufer, dem man nach einem Bogen um die Moschee von Rom flussabwärts folgt. Das letzte Fünftel der Strecke führt dann durch die Altstadt. Über die Piazza Navona und die Piazza del Popolo, vorbei an der Spanischen Treppe und dem Trevi-Brunnen, gelangt man auf die Piazza Venezia, läuft noch einmal wie zu Beginn des Rennens zum Circus Maximus. In einem Bogen geht es nun um das Kolosseum herum in die Zielgerade auf der Via dei Fori Imperiali.

## Geschichte
Der Rom-Marathon steht in der Tradition der Olympischen Sommerspiele 1960, bei denen Abebe Bikila barfuß und in Weltrekordzeit die erste Marathon-Goldmedaille für Äthiopien holte, und den Leichtathletik-Weltmeisterschaften 1987, wo Douglas Wakiihuri und Rosa Mota auf der 42,195-km-Distanz triumphierten.
Die heutige Veranstaltung hat zwei Vorläufer: einen Stadtmarathon, der von 1982 bis 1991 stattfand, und einen weiteren Marathon namens Romacapitale Marathon, der von 1988 bis 1990 jeweils im November ausgetragen wurde. 1985 wurde im Rahmen des Rom-Marathons der European Cup Marathon ausgetragen, den die beiden Deutschen Michael Heilmann (2:11:28) und Katrin Dörre (2:30:11) gewannen.
Die späteren Marathon-Olympiasieger Fatuma Roba und Stefano Baldini feierten in Rom ihre ersten großen Siege auf der Marathonstrecke.
2000 fand anlässlich des Jubeljahrs der Marathon am Neujahrstag statt. Der Start wurde auf den Petersplatz verlegt, und Johannes Paul II. erteilte den Läufern seinen Segen.
Seit 2004 gibt es eine Wertung für Handbiker und Rollstuhlfahrer.
2007 wurden Preisgelder von umgerechnet jeweils ca. 61.000 US-Dollar für die besten Männer und Frauen ausgezahlt.

## Statistik

### Streckenrekorde
- Männer: 2:06:23, Asbel Rutto (KEN), 2024
- Frauen: 2:22:52, Megertu Alemu (ETH), 2019

### Siegerliste
Quellen: Website des Veranstalters, ARRS
| Datum           | Männer                 | Nation    | Zeit    | Frauen                 | Nation    | Zeit    |
| --------------- | ---------------------- | --------- | ------- | ---------------------- | --------- | ------- |
| 17. März 2024   | Asbel Rutto            | Kenia     | 2:06:23 | Ivyne Lagat            | Kenia     | 2:24:35 |
| 19. März 2023   | Taoufik Allam          | Marokko   | 2:07:42 | Betty Chepkwony        | Kenia     | 2:23:01 |
| 2022            | Fikre Bekele           | Äthiopien | 2:06:48 | Sechale Dalasa         | Äthiopien | 2:26:09 |
| 2021            | Clement Langat         | Kenia     | 2:08:23 | Peris Jerono           | Kenia     | 2:29:29 |
| 7. Apr. 2019    | Tebalu Zawude          | Äthiopien | 2:08:37 | Megertu Alemu          | Äthiopien | 2:22:52 |
| 8. Apr. 2018    | Cosmas Birech          | Kenia     | 2:08:03 | Rahma Tusa -3-         | Äthiopien | 2:23:46 |
| 2. Apr. 2017    | Tola Shura Kitata      | Äthiopien | 2:07:30 | Rahma Tusa -2-         | Äthiopien | 2:27:23 |
| 10. Apr. 2016   | Amos Kipruto           | Kenia     | 2:08:12 | Rahma Tusa             | Äthiopien | 2:28:49 |
| 22. März 2015   | Abebe Negewo           | Äthiopien | 2:12:23 | Meseret Kitata         | Äthiopien | 2:30:25 |
| 23. März 2014   | Hailu Legese Shume     | Äthiopien | 2:09:47 | Lemma Geda Ayelu       | Äthiopien | 2:34:49 |
| 17. März 2013   | Negari Getachew        | Äthiopien | 2:07:56 | Helena Loshanyang      | Kenia     | 2:24:40 |
| 18. März 2012   | Luka Lokobe Kanda      | Kenia     | 2:08:04 | Hellen Jemaiyo Kimutai | Kenia     | 2:31:11 |
| 20. März 2011   | Dickson Kiptolo Chumba | Kenia     | 2:08:45 | Firehiwot Dado -3-     | Äthiopien | 2:24:13 |
| 21. März 2010   | Siraj Gena             | Äthiopien | 2:08:39 | Firehiwot Dado -2-     | Äthiopien | 2:25:28 |
| 22. März 2009   | Benjamin Kolum Kiptoo  | Kenia     | 2:07:17 | Firehiwot Dado         | Äthiopien | 2:27:08 |
| 16. März 2008   | Jonathan Kiptoo Yego   | Kenia     | 2:09:58 | Galina Bogomolowa      | Russland  | 2:22:53 |
| 18. März 2007   | Elias Kemboi Chelimo   | Kenia     | 2:09:36 | Souad Aït Salem        | Algerien  | 2:25:08 |
| 26. März 2006   | David Mandago Kipkorir | Kenia     | 2:08:38 | Tetjana Hladyr         | Ukraine   | 2:25:44 |
| 13. März 2005   | Alberico Di Cecco      | Italien   | 2:08:02 | Silwija Skworzowa      | Russland  | 2:28:01 |
| 28. März 2004   | Ruggero Pertile        | Italien   | 2:10:12 | Ornella Ferrara        | Italien   | 2:27:49 |
| 23. März 2003   | Frederick Cherono      | Kenia     | 2:08:47 | Gloria Marconi         | Italien   | 2:29:35 |
| 24. März 2002   | Vincent Kipsos         | Kenia     | 2:09:30 | Maria Cocchetti        | Italien   | 2:33:06 |
| 25. März 2001   | Henry Kosgei Cherono   | Kenia     | 2:11:27 | Maria Guida            | Italien   | 2:30:42 |
| 1. Jan. 2000    | Josephat Kiprono       | Kenia     | 2:08:27 | Tegla Loroupe          | Kenia     | 2:32:03 |
| 21. März 1999   | Philip Tanui           | Kenia     | 2:09:56 | Maura Viceconte        | Italien   | 2:29:36 |
| 29. März 1998   | Stefano Baldini        | Italien   | 2:09:33 | Franca Fiacconi        | Italien   | 2:28:12 |
| 16. März 1997   | Dube Jillo             | Äthiopien | 2:13:08 | Jane Salumäe           | Estland   | 2:31:41 |
| 24. März 1996   | Moges Taye             | Äthiopien | 2:12:03 | Fatuma Roba            | Äthiopien | 2:29:05 |
| 12. März 1995 1 | Tadesse Belayneh       | Äthiopien | 2:10:13 | Jelena Sipatowa        | Russland  | 2:37:46 |